# Per Kjærgaard Nielsen
Per Kjærgaard Nielsen (Aarhus, 31 de janeiro de 1955) é um velejador dinamarquês, medalhista olímpico. Ele competiu nos Jogos Olímpicos de Verão de 1980 na classe Tornado e conquistou a medalha de prata, ao lado de Peter Due. Eles já haviam alcançado o segundo lugar no Campeonato Mundial de Kiel em 1979.